# Nuri Şahin
Nuri Şahin, né le 5 septembre 1988 à Lüdenscheid en Allemagne dans une famille turque originaire de la ville de Kaman (Kırşehir), est un footballeur international turc reconverti entraîneur.

## Biographie

### En club

#### Borussia Dortmund
Issu d'une famille turque originaire de Kirsehir, et ayant immigré en Allemagne, Nuri Şahin commence sa carrière au Borussia Dortmund, son club formateur. Le 6 août 2005 à l'âge de 16 ans et 335 jours, il devient le plus jeune joueur à avoir joué en Bundesliga. Il est également le plus jeune buteur de l'histoire de la Bundesliga à l'âge de 17 ans et 82 jours.
En 2005 il participe au Championnat d'Europe de football des moins de 17 ans remporté par la Turquie dont il termine meilleur joueur du tournoi. La même année il participe à la Coupe du monde de football des moins de 17 ans, où il finit 4e et se voit nommé 3e meilleur joueur.
Şahin attire alors les plus grands clubs européens tels que Arsenal, Chelsea ou encore Manchester United. Mais au mercato d'été 2007, il est prêté au Feyenoord Rotterdam. Il revient à Dortmund à la fin de la saison 2007/2008.
En 2008-2009 Şahin confirme et marque 2 buts en 28 matchs. En 2009-2010 Şahin inscrit 6 buts et délivre 8 passes décisives, le Borussia Dortmund se classe 5e et se qualifie pour la Ligue Europa.
En 2010-2011 il est l'un des grands artisans de l'énorme saison du Borussia Dortmund en inscrivant 8 buts et en délivrant 13 passes décisives en 40 matches toutes compétition confondues remportant au passage le championnat d’Allemagne. Il est par ailleurs élu par ses pairs meilleur joueur de la Bundesliga.
Le 9 mai 2011, Şahin annonce lors d'une conférence de presse qu'il rejoindra le Real Madrid pour la saison suivante et a signé un contrat d'une durée de six saisons en faveur du club espagnol. Le transfert, estimé à 10 millions d'euros, est confirmé dans le même temps par le Real.

#### Real Madrid CF
Avant même d'avoir porté le maillot du Real, il déclara dans un entretien accordé au journal espagnol AS ; « le Real Madrid est le plus grand club du monde, c'est un rêve d'être dans cette équipe. J'ai travaillé très dur pour être là. » Avant d’ajouter : « je sais que la concurrence est grande et encore plus dans un club comme le Real, mais je suis sûr que je vais réussir. C’est pour cela que j’ai signé, sinon je ne l’aurais pas fait. Je m’imposerai et je serai titulaire au Real, je n’ai aucun doute là-dessus. »
Il porte le numéro 5.
Il joue son premier match le 6 novembre face à Osasuna, il remplace Khedira et a été très rassurant dans le milieu de terrain madrilène. Il remerciera après, les supporteurs ainsi que Mourinho pour l'avoir soutenu pendant qu'il était blessé. Le 22 novembre 2011, il dispute son premier match de Ligue des champions avec le Real contre le Dinamo Zagreb et marque le quatrième but de son équipe qui s'impose sur le score de 6-2.

#### Prêt à Liverpool
Le 25 août 2012, Şahin est prêté pour une saison au Liverpool FC. 
Le mercredi 26 septembre, lors d'un match de Carling Cup opposant Liverpool à WBA, Sahin inscrit un doublé, soit son premier et deuxième but sous le maillot des Reds. Ce qui permet à son équipe de l'emporter 1-2.

#### Retour en prêt à Dortmund
En janvier 2013, il est prêté à son club formateur un an et demi.
Le 16 mars 2013, Şahin inscrit ses premiers buts depuis son retour à Dortmund (doublé) lors de la victoire 5-1 face aux SC Fribourg en Bundesliga. Également auteur de la passe décisive sur le but égalisateur, il est logiquement élu « homme du match ».

#### Retour officiel à Dortmund
Titulaire indiscutable avec Jürgen Klopp pendant la saison 2013-2014, Sahin reste au Borussia Dortmund qui lève alors l'option d'achat de 7 millions d'euros et quitte le Real Madrid sans avoir réussi à s'y imposer .

### Entraîneur
Commençant une carrière d'entraîneur à Antalyaspor, Nuri Şahin quitte ce club en décembre 2023 et devient entraîneur-adjoint au Borussia Dortmund.
Le 14 juin 2024, il est nommé entraîneur principal du Borussia Dortmund pour une durée de trois saisons. Il est démis de ses fonctions le 22 janvier 2025 à la suite de mauvais résultats.

## Palmarès

### En club
- Feyenoord Rotterdam
  - Coupe des Pays-Bas de football en 2008
- Borussia Dortmund
  - Champion d'Allemagne en 2011
  - Coupe d'Allemagne en 2017
  - Ligue des champions: finaliste en 2013
- Real Madrid
  - Champion d'Espagne en 2012.

### Individuel
- Élu meilleur joueur de la Bundesliga en 2011.

## Statistiques
| Saison                | Club                       | Championnat           | Championnat | Championnat | Championnat | Coupe(s) nationale(s) | Coupe(s) nationale(s) | Coupe(s) nationale(s) | Supercoupe | Supercoupe | Supercoupe | Compétition(s) continentale(s) | Compétition(s) continentale(s) | Compétition(s) continentale(s) | Compétition(s) continentale(s) | Turquie | Turquie | Turquie | Total | Total | Total |
| Saison                | Club                       | Division              | M.          | B.          | P.d.        | M.                    | B.                    | P.d.                  | M.         | B.         | P.d.       | Comp.                          | M.                             | B.                             | P.d.                           | M.      | B.      | P.d.    | M.    | B.    | P.d.  |
| 2005-2006             | Borussia Dortmund          | Bundesliga            | 23          | 1           | 6           | -                     | -                     | -                     | -          | -          | -          | -                              | -                              | -                              | -                              | 7       | 1       | 0       | 30    | 2     | 6     |
| 2006-2007             | Borussia Dortmund          | Bundesliga            | 24          | 0           | 1           | 1                     | 0                     | 0                     | -          | -          | -          | -                              | -                              | -                              | -                              | 3       | 0       | 0       | 28    | 0     | 1     |
| 2008-2009             | Borussia Dortmund          | Bundesliga            | 25          | 2           | 3           | 2                     | 0                     | 1                     | -          | -          | -          | C3                             | 1                              | 0                              | 0                              | 7       | 0       | 1       | 35    | 2     | 5     |
| 2009-2010             | Borussia Dortmund          | Bundesliga            | 33          | 4           | 7           | 3                     | 2                     | 1                     | -          | -          | -          | -                              | -                              | -                              | -                              | 4       | 0       | 0       | 40    | 6     | 8     |
| 2010-2011             | Borussia Dortmund          | Bundesliga            | 30          | 6           | 8           | 2                     | 0                     | 1                     | -          | -          | -          | C3                             | 8                              | 2                              | 4                              | 4       | 0       | 0       | 44    | 8     | 13    |
| Sous-total            | Sous-total                 | Sous-total            | 135         | 13          | 25          | 8                     | 2                     | 3                     | -          | -          | -          | -                              | 9                              | 2                              | 4                              | 25      | 1       | 1       | 177   | 18    | 33    |
| 2007-2008             | Feyenoord Rotterdam (prêt) | Eredivisie            | 29          | 6           | 5           | 5                     | 0                     | 0                     | -          | -          | -          | -                              | -                              | -                              | -                              | -       | -       | -       | 34    | 6     | 5     |
| Sous-total            | Sous-total                 | Sous-total            | 29          | 6           | 5           | 5                     | 0                     | 0                     | -          | -          | -          | -                              | -                              | -                              | -                              | -       | -       | -       | 34    | 6     | 5     |
| 2011-2012             | Real Madrid                | Liga                  | 4           | 0           | 0           | 2                     | 1                     | 0                     | -          | -          | -          | C1                             | 4                              | 0                              | 0                              | 6       | 1       | 1       | 16    | 2     | 1     |
| Sous-total            | Sous-total                 | Sous-total            | 4           | 0           | 0           | 2                     | 1                     | 0                     | -          | -          | -          | -                              | 4                              | 0                              | 0                              | 6       | 1       | 1       | 16    | 2     | 1     |
| 2012-2013             | Liverpool FC (prêt)        | Premier League        | 7           | 1           | 1           | 1                     | 2                     | 0                     | -          | -          | -          | C3                             | 4                              | 0                              | 1                              | 5       | 0       | 0       | 17    | 3     | 2     |
| Sous-total            | Sous-total                 | Sous-total            | 7           | 1           | 1           | 1                     | 2                     | 0                     | -          | -          | -          | -                              | 4                              | 0                              | 1                              | 5       | 0       | 0       | 17    | 3     | 2     |
| 2012-2013             | Borussia Dortmund (prêt)   | Bundesliga            | 15          | 3           | 3           | -                     | -                     | -                     | -          | -          | -          | C1                             | 3                              | 0                              | 0                              | 4       | 0       | 1       | 22    | 3     | 4     |
| 2013-2014             | Borussia Dortmund (prêt)   | Bundesliga            | 34          | 2           | 2           | 4                     | 0                     | 0                     | 1          | 0          | 0          | C1                             | 9                              | 0                              | 0                              | 5       | 0       | 0       | 53    | 2     | 2     |
| 2014-2015             | Borussia Dortmund          | Bundesliga            | 8           | 1           | 0           | -                     | -                     | -                     | -          | -          | -          | C1                             | 2                              | 0                              | 1                              | -       | -       | -       | 10    | 1     | 1     |
| 2015-2016             | Borussia Dortmund          | Bundesliga            | 9           | 0           | 2           | -                     | -                     | -                     | -          | -          | -          | C3                             | 3                              | 0                              | 0                              | 6       | 0       | 0       | 18    | 0     | 2     |
| 2016-2017             | Borussia Dortmund          | Bundesliga            | 5           | 0           | 0           | 1                     | 0                     | 0                     | -          | -          | -          | C1                             | 3                              | 1                              | 1                              | 1       | 0       | 0       | 10    | 1     | 1     |
| 2017-2018             | Borussia Dortmund          | Bundesliga            | 18          | 2           | 2           | 2                     | 0                     | 0                     | 1          | 0          | 0          | C1+C3                          | 3+1                            | 0+0                            | 0                              | 2       | 0       | 0       | 27    | 2     | 2     |
| Sous-total            | Sous-total                 | Sous-total            | 88          | 8           | 9           | 8                     | 0                     | 0                     | 1          | 0          | 0          | -                              | 24                             | 1                              | 2                              | 18      | 0       | 1       | 139   | 9     | 12    |
| 2018-2019             | Werder Brême               | Bundesliga            | 20          | 1           | 1           | 3                     | 0                     | 0                     | -          | -          | -          | -                              | -                              | -                              | -                              | -       | -       | -       | 23    | 1     | 1     |
| 2019-2020             | Werder Brême               | Bundesliga            | 16          | 0           | 3           | 1                     | 0                     | 1                     | -          | -          | -          | -                              | -                              | -                              | -                              | -       | -       | -       | 17    | 0     | 4     |
| Sous-total            | Sous-total                 | Sous-total            | 36          | 1           | 4           | 4                     | 0                     | 1                     | -          | -          | -          | -                              | -                              | -                              | -                              | -       | -       | -       | 40    | 1     | 5     |
| 2020-2021             | Antalyaspor                | Süper Lig             | 36          | 0           | 4           | 6                     | 0                     | 0                     | -          | -          | -          | -                              | -                              | -                              | -                              | -       | -       | -       | 42    | 0     | 4     |
| 2021-2022             | Antalyaspor                | Süper Lig             | 3           | 0           | 0           | -                     | -                     | -                     | -          | -          | -          | -                              | -                              | -                              | -                              | -       | -       | -       | 3     | 0     | 0     |
| Sous-total            | Sous-total                 | Sous-total            | 39          | 0           | 4           | 6                     | 0                     | 0                     | -          | -          | -          | -                              | -                              | -                              | -                              | -       | -       | -       | 45    | 0     | 4     |
| Total sur la carrière | Total sur la carrière      | Total sur la carrière | 336         | 29          | 48          | 34                    | 5                     | 4                     | 1          | 0          | 0          | -                              | 41                             | 3                              | 7                              | 51      | 2       | 3       | 463   | 39    | 62    |